# Por una Cabeza
Pour les articles homonymes, voir Tête.
Clip vidéo
[vidéo] « Por Una Cabeza - Carlos Gardel - Tango Bar (1935) », sur YouTube
[vidéo] « Por Una Cabeza - Carlos Gardel - Tango Bar colorisé (1935) », sur YouTube
Por una cabeza (pour une tête (de cheval, ou pour le visage d'une femme) en espagnol) est une célèbre chanson d'amour et tango argentin emblématique, composé en 1935 par Carlos Gardel, avec des paroles d'Alfredo Le Pera, pour la musique du film musical Tango Bar de John Reinhardt.

## Histoire

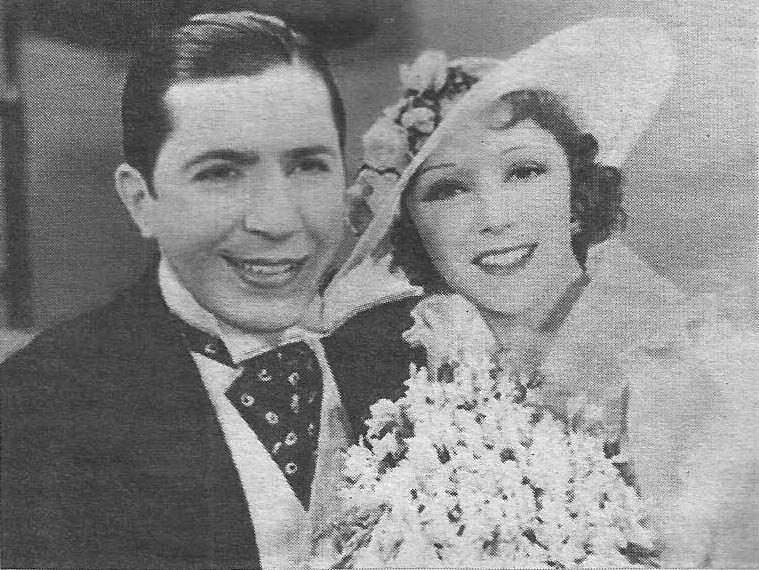
Carlos Gardel et Rosita Moreno en 1935

Ce tango est écrit et composé pour le thème du film Tango Bar de la Paramount Pictures de 1935. Ce film raconte l'histoire de Ricardo Fuentes (joué par Carlos Gardel) patron d'un bar de tango de Barcelone, enflammé passionné et accro à en perdre la tête à l'amour d'une femme, Laura Montalván (jouée par Rosita Moreno (en)) et au pari sportif de course de chevaux (dont les victoires se jouent souvent sur la ligne d'arrivée « d'une longueur de tête de cheval »). 
Cet ultime film de Carlos Gardel est présenté à New York le 5 juillet 1935, quelques jours à peine après sa disparition tragique (âgé de 44 ans, au sommet de son succès international) en même temps qu'Alfredo Le Pera, dans un accident d'avion à Medellín en Colombie du 24 juin 1935. L'œuvre et la voix de Carlos Gardel sont déclarées Mémoire du monde de l'Unesco depuis 2003, et le musée Carlos Gardel de Buenos Aires est classé aux monuments historiques nationaux argentins, en hommage « au plus important chanteur de tango argentin de tous les temps ». 

## Structure
Cette œuvre a été originellement composée en la majeur. Elle a ensuite été adaptée au violon et au piano tantôt en la majeur,, tantôt en sol majeur,. Le motif principal semble très inspiré de quelques strophes du deuxième tiers de la seconde partie du Rondo pour violon et orchestre K. 373 (1781) de Mozart,.

## Paroles
Le titre espagnol « Por una Cabeza » (pour une tête de cheval, ou le visage d'une femme) et les paroles de la chanson évoquent une passion vitale enflammée pour l'amour d'une femme et pour les courses de chevaux :  

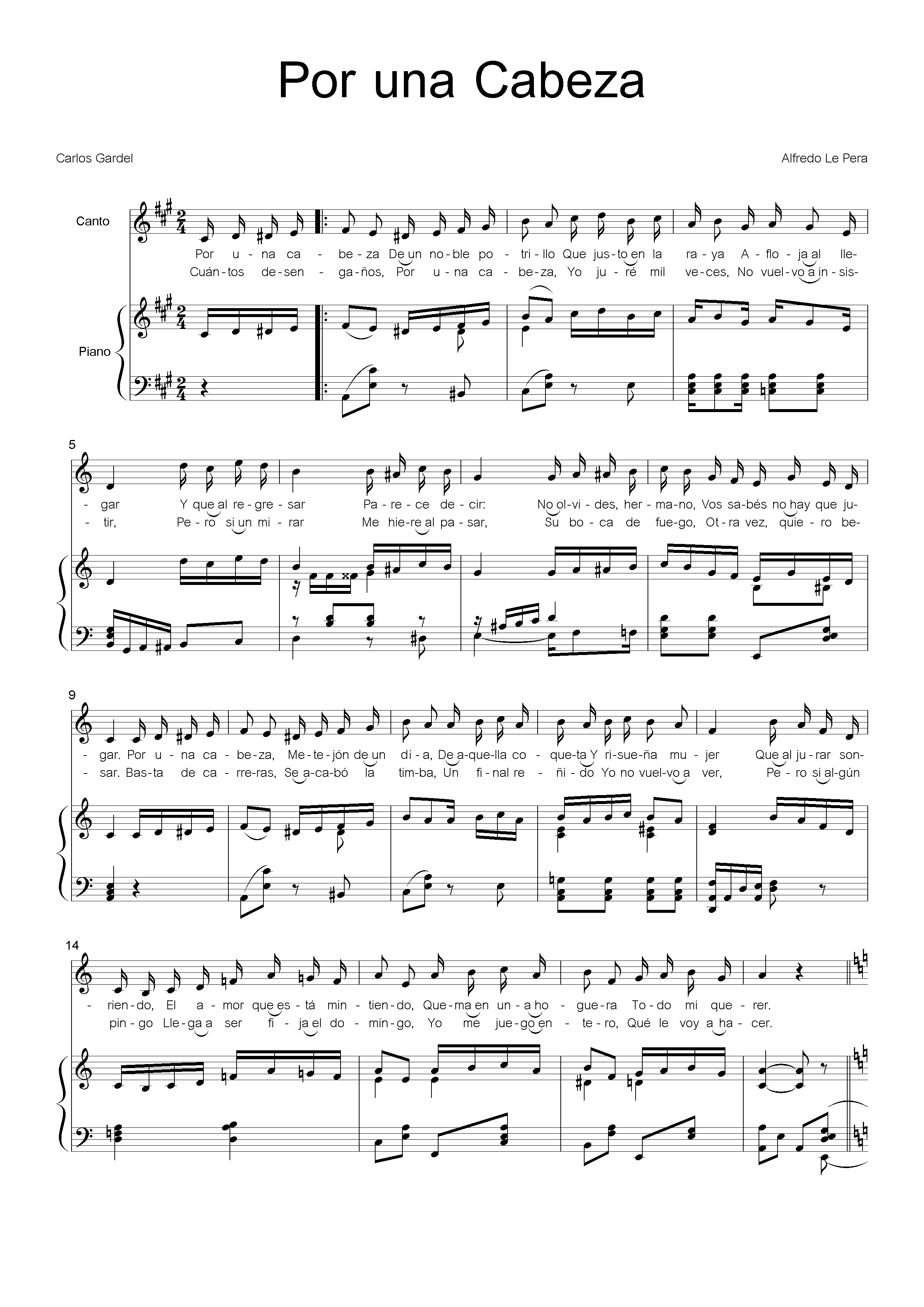
Por una Cabeza, édition de 1935.

| Por una Cabeza Por una cabeza de un noble potrillo que justo en la raya afloja al llegar y que al regresar parece decir: no olvides, hermano, vos sabes, no hay que jugar... Por una cabeza, metejon de un dia, de aquella coqueta y risueña mujer que al jurar sonriendo, el amor que esta mintiendo quema en una hoguera todo mi querer. Por una cabeza todas las locuras su boca que besa borra la tristeza, calma la amargura. Por una cabeza si ella me olvida que importa perderme, mil veces la vida para que vivir... Cuantos desengaños, por una cabeza, yo jure mil veces no vuelvo a insistir pero si un mirar me hiere al pasar, su boca de fuego, otra vez, quiero besar. Basta de carreras, se acabo la timba, un final reñido yo no vuelvo a ver, pero si algun pingo llega a ser fija el domingo, yo me juego entero, que le voy a hacer. | Pour une tête (ou un visage) Juste pour la tête d'un poulain racé, Qui à l'arrivée flanche sur la ligne, Et qui revenant à l'air de me dire : Tu sais bien mon frère, Qu'il ne faut pas jouer. Juste pour le visage, toquade d'un jour, De cette femme coquette et moqueuse, Qui jurant souriante, Un amour menteur, Brûle en un bûcher toute ma passion. Juste pour son visage, Toutes ces folies, Sa bouche ses baisers, Effacent la tristesse, Calment l'amertume. Juste pour son visage, Si elle m'oublie, Qu'importe de perdre, Mille fois la vie, Pourquoi pour qui vivre ? Combien de tromperies, juste pour son visage, Mille fois j'ai juré de ne pas insister, Mais si son regard me blesse au passage, Ses lèvres de feu m'attireront encore. Le turf j'en ai marre, les paris c'est fini, Les arrivées sur le fil je veux plus voir ça, Mais si j'ai un tuyau bien sûr pour dimanche, Je l'jouerai gagnant on peut compter sur moi. |

## Au cinéma
- 1935 :  Tango Bar, film musical de John Reinhardt (musique thématique principale du film)
- 1991 : Delicatessen, de Marc Caro et Jean-Pierre Jeunet
- 1992 : Le Temps d'un week-end, de Martin Brest, sur laquelle le colonel Frank Slade (Al Pacino) danse avec Donna[11]
- 1993 : La Liste de Schindler, de Steven Spielberg (scène d'ouverture)
- 1994 : True Lies, de James Cameron
- 1997 : Titanic, de James Cameron
- 2002 : Frida, de Julie Taymor
- 2003 : Bad Santa, de Terry Zwigoff
- 2006 : Les Fous du roi, de Steven Zaillian
- 2007 : Les Faussaires, de Stefan Ruzowitzky
- 2008 : Un mariage de rêve, de Stephan Elliott
- 2009 : Planète 51, de Jorge Blanco
- 2017 : Naked, de Michael Tiddes
- 2019 : Séduis-moi si tu peux !, de Jonathan Levine
- 2019 : La Belle Epoque, de Nicolas Bedos